# Sarah Geels
Sarah Geels (Velsen-Zuid, 20 februari 1978) is een Nederlandstalige zangeres die hits scoorde met onder andere 'Ik laat me gaan', 'Labyrint' en 'Liever'. Ze is de dochter van acteur en filmproducent Laurens Geels.
Ze speelde onder meer in de tv-musical Hé, dat kan ik ook van Marjan Berk en Ruud Bos. Hierdoor werd zij opgemerkt door Eric Corton, die haar een paar keer liet optreden met zijn band en haar in contact bracht met het producersduo Tom Sijmons en Ramon Braumuller van Virtual Noise Studio's. Samen werkten ze een jaar lang aan de ontwikkeling van een eigen stijl: eigentijdse Nederlandstalige dancemuziek, gebracht in een totaalpakket van muziek, video en internet. 
Sarahs eerste videoclip 'Ik laat me gaan' werd geregisseerd door filmmaker Paul Vos. De plaat werd een bescheiden hitje. Op haar eigen website, www.sarah.nl, stond zij via chat en webcam regelmatig haar fans te woord. Sarahs eerste en enige album 'Wat ik wil' verscheen in maart 2000 bij BSUR Records. In 2015 maakte Sarah een onverwachte comeback met de single 'Ik voel me goed', een liedje dat gratis was te downloaden via haar website. Hierna volgden nog twee andere singles: 'Met gesloten ogen' (2015) en 'Zet de sterren aan' (2016).
| Mega Top 100 (1999-2000)    | Hoogste notering |
| --------------------------- | ---------------- |
| Ik laat me gaan (cd-single) | 67               |
| Labyrint (cd-single)        | 73               |
| Liever (cd-single)          | 38               |
| Wat ik wil                  | 94               |

Sinds 2005 zingt Sarah in de Nederlandse coverband The Tour.